# Ford Motor Company of Australia

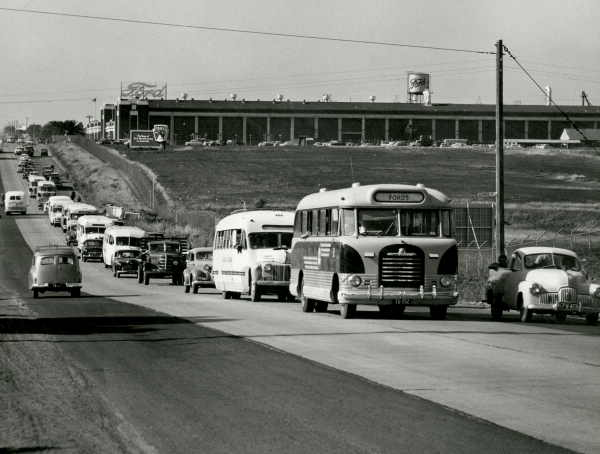
Ford-Fabrik in Norlane (Victoria) (1957)

Ford Australia ist die australische Niederlassung der Ford Motor Company, die 1925 in Geelong (Victoria) als Außenposten der Ford Motor Company of Canada Ltd. gegründet wurde. Damals war Ford Kanada eine von Ford USA unabhängige Gesellschaft. Henry Ford verlieh die Fertigungsrechte an seinen Automobilen im Britischen Commonwealth (mit Ausnahme des Vereinigten Königreiches selbst) den kanadischen Investoren.
Die ersten in Australien gefertigten Modelle waren T-Modelle aus von Ford Kanada gelieferten CKD-Kits. Bekannt war der Hersteller früher für den Ford Falcon, eigentlich ein US-Modell, das 1960 in Australien eingeführt und den dortigen Bedürfnissen und Straßenverhältnissen angepasst wurde. Ab dem Modell XA von 1972 wurden alle Falcon vollständig in Australien konstruiert. Die Firma stellte auch ein allradgetriebenes Modell namens Territory her.
Ford Australien war zuletzt der einzige australische Automobilhersteller, der eigene Motoren mit großem Hubraum selbst konstruierte und fertigte.

## Geschichte

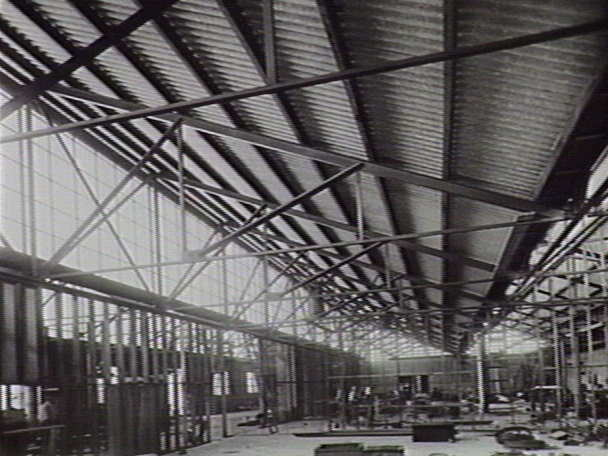
Die Ford-Fabrik in Geelong im Bau (1926)

Am 31. März 1925 kündigte Ford an, dass der Sitz seiner australischen Niederlassung in Geelong (Victoria) eingerichtet würde. Der erste in Australien montierte Ford war ein T-Modell, das im Juni 1925 von einem improvisierten Band in einer aufgegebenen Wollfabrik in Geelong lief, während die Arbeiten an der neuen Fabrik im Vorort Norlane begannen. 1928 wurde die Fertigung auf das neue A-Modell umgestellt und 1932 folgte der Ford V8.
1934 erfand der Hersteller den Ute. Der Erfinder war der Ford-Ingenieur Lewis Brandt. Während der Weltwirtschaftskrise gewährten die Banken den Farmern keine Kredite zum Kauf von Personenwagen, da sie diese für verzichtbaren Luxus hielten. Sehr wohl aber vergaben sie Kredite zum Kauf von Nutzfahrzeugen. Der Ute erfüllte die Wünsche der Farmer nach einem „Arbeitspferd“, das auch dazu genutzt werden konnte, um „die Frau am Sonntag in die Kirche und am Montag zum Markt zu bringen“.
1956 kaufte die Firma ein großes Stück Land im nördlich Melbourne gelegenen Broadmeadows (Victoria) und im Juli 1961 gab sie bekannt, dass das neue Werk auch der künftige Firmensitz würde.
Am 23. Mai 2013 gab Ford Australien bekannt, dass im Oktober 2016 die Produktion in Australien beendet werden wird. Als Grund wurden zu hohe Produktionskosten und zu geringe Stückzahlen genannt. Die Produktion der zuletzt in Australien gebauten Modelle Ford Falcon und Ford Territory wurde dann eingestellt. Die Produktion endete am 7. Oktober 2016 nach 91 Jahren und mehr als 6 Millionen gefertigten Fahrzeugen. Zuletzt waren 600 Mitarbeiter in der Fabrik am Standort Broadmeadows beschäftigt.
Seitdem beliefert Ford Australien ausschließlich mit Importfahrzeugen.

## Werke

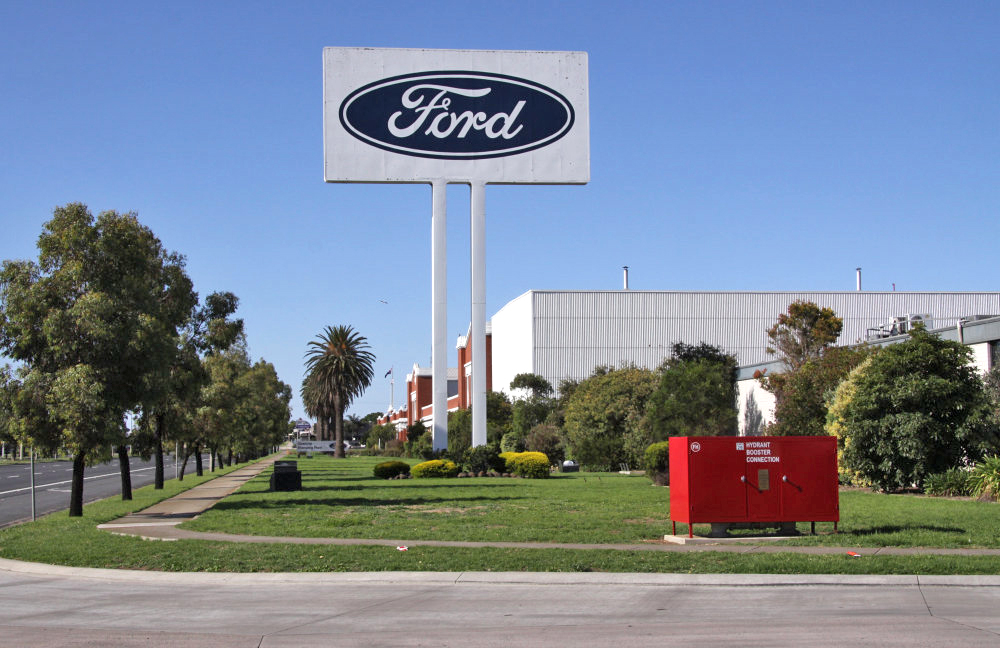
Karosseriepresswerk in Geelong

Ford Australien besitzt zwei Hauptwerke, beide im Bundesstaat Victoria. Das eine liegt in Norlane, einem Vorort von Geelong, das andere in Broadmeadows nördlich von Melbourne. Das Ford Discovery Centre, ein Museum der Geschichte von Ford Australien, liegt auch in Geelong.
Ford Australien hat sich auch als eines von weltweit fünf regionalen Entwicklungszentren der Ford Motor Company etabliert, insbesondere die asiatisch-pazifische und afrikanische Regionen. Dort wurden bisher der Ford Ikon und der Ford Fiesta für Indien entwickelt, sowie der Ford Bantam und der Ford Ikon (ein umbenannter Ford Fiesta) für Südafrika. Künftig soll dort das weltweite Ford-Programm für kleine Nutzfahrzeuge entstehen.

## Modelle
Ford Australien begann mit der Fertigung des T-Modells. Alle von Ford neu eingeführten Modelle wurden jeweils auch in Australien hergestellt. Im Zweiten Weltkrieg stellte Ford Australien die Herstellung von Personenwagen ein und begann mit dem Bau von Militärfahrzeugen, um Australien in seinen Kriegsbemühungen zu unterstützen.
Nach dem Krieg startete die australische Dependenz wieder mit der Montage importierter Modelle. Anfangs wurde der britische Ford Pilot gefertigt, dann eine ganze Palette britischer Modelle, z. B. der Prefect, der Consul, der Zephyr und der Zodiac. Auch der kanadische Ford V8 wurde gebaut.

### Kompaktklasse
Zunächst wurden in der Kompaktklasse der britische Anglia, danach der Escort auch in Australien hergestellt. Als 1980 in Europa der neue Frontantriebs-Escort eingeführt wurde, wurde dieses Modell in Australien nicht übernommen. Stattdessen bot Ford den auf dem Mazda 323 basierenden Laser an. Der Laser wurde im Ford-Werk in Homebush (New South Wales) bei Sydney von 1981 bis zum September 1994 hergestellt, als das Werk geschlossen wurde. Seitdem kam der Laser direkt aus Japan. Dieses Modell wurde 2002 vom Focus ersetzt. Es gibt ihn zurzeit als Kombilimousine oder Limousine mit 2,0 l-R4-Motor und er gehört zu dem meistverkauften Automodellen in Australien. Auch der Fiesta, als „Produkt deutscher Ingenieurskunst“ angepriesen, verkauft sich ganz gut.

### Mittelklasse
In der Mittelklasse wurde in Australien der Cortina aus Großbritannien gebaut. Für den australischen Markt wurde er angepasst: So gab es z. B. den Cortina ab 1972 auf Wunsch mit Sechszylindermotoren mit 3,3 l oder 4,1 l Hubraum. 1977 wurde auf Grund von Kapazitätsproblemen der Ford Cortina Kombi im (heute seit langem geschlossenen) australischen Werk von Renault hergestellt.
Der Nachfolger des Cortina, der auf dem Mazda 626 basierende Telstar, wurde anfangs in Australien montiert. 1989 wurde die Telstar-Limousine vom ebenfalls in Australien montierten Corsair, der auf einem Nissan-Modell basiert, abgelöst. Als Nissan 1992 sein australisches Werk schloss, erlangte der Telstar wieder seine alte Position. 1995 ersetzte ihn der aus Belgien importierte Mondeo.
Ford Australien beendete 2001 den Import des Mondeo mit der Begründung, dieses Marktsegment sei im Schrumpfen, aber 2007 wurde das neue Mondeo-Modell wieder eingeführt.

### Obere Mittelklasse
Der US-amerikanische Ford Falcon aus der oberen Mittelklasse wurde ab 1960 auch in Australien gebaut. Mitte der 1960er-Jahre entfernte sich das australische vom US-amerikanischen Modell, da Letzteres sich für die australischen Verhältnisse und Bedürfnisse als ungeeignet erwies. So benötigte schon der erste Falcon wesentliche Konstruktionsänderungen, die weit über den Umbau auf Rechtslenkung hinausgingen, um ihn für Australien anzupassen. Nach diesen Änderungen erwies sich der Falcon als populärstes Modell des Herstellers.
Seit 1960 hat Ford Australien über 3 Mio. Stück hergestellt, und meistens hat er die Verkaufslisten angeführt. Zuletzt wurden vom Falcon eine Limousine, ein Kombi und ein Ute angeboten, aber es gab auch schon Lieferwagen und Hardtop-Coupés. Als Taxis waren der Falcon und sein Schwestermodell der Fairlane, besonders in Australien und Neuseeland beliebt, ebenso als Polizeiwagen, insbesondere in den getunten Ausführungen.

### SUV
Von 2004 bis 2016 wurde der Territory auf demselben Band wie der Falcon hergestellt. Seit seiner Vorstellung war er der beliebteste SUV in Australien.